# Athlétisme aux Jeux de l'Empire britannique de 1938
Navigation
Les épreuves d'athlétisme des Jeux de l'Empire britannique de 1938 se déroulent du 5 au 12 février 1938 au Sydney Cricket Ground de Sydney, en Australie.

## Faits marquants
- Sur les huit épreuves féminines, l'Australienne Decima Norman est médaillé d'or dans plus de la moitié avec cinq titres.

## Résultats

### Hommes
| Épreuves           | Or                                                                        | Argent                                                                              | Bronze                                                                              |
| ------------------ | ------------------------------------------------------------------------- | ----------------------------------------------------------------------------------- | ----------------------------------------------------------------------------------- |
| 100 yards          | Cyril Holmes 9 s 7                                                        | John Mumford 9 s 8                                                                  | Ted Best 9 s 9                                                                      |
| 220 yards          | Cyril Holmes 21 s 2                                                       | John Mumford 21 s 3                                                                 | Ted Best 21 s 4                                                                     |
| 440 yards          | William Roberts 47 s 9                                                    | Bill Fritz 47 s 9                                                                   | Denis Shore 48 s 1                                                                  |
| 880 yards          | Pat Boot 1 min 51 s 2                                                     | Frank Handley 1 min 53 s 5                                                          | Bill Dale 1 min 53 s 6                                                              |
| 1 mile             | Jim Alford 4 min 11 s 6                                                   | Gerald Ian d'Acres Backhouse 4 min 12 s 2                                           | Pat Boot 4 min 12 s 6                                                               |
| 3 miles            | Cecil Matthews 13 min 59 s 6                                              | Peter Ward 14 min 05 s 4                                                            | Scotty Rankine 14 min 24 s 0                                                        |
| 6 miles            | Cecil Matthews 30 min 14 s 5                                              | Scotty Rankine                                                                      | Wally Hayward                                                                       |
| Marathon           | Johannes Coleman 2 h 30 min 49 s                                          | Bert Norris 2 h 37 min 57 s                                                         | Henry Alfred Gibson 2 h 38 min 20 s                                                 |
| 120 yards haies    | Tom Lavery 14 s 0                                                         | Larry O'Connor 14 s 2                                                               | Sydney Stenner 14 s 4                                                               |
| 440 yards haies    | Johnny Loaring 52 s 9                                                     | John Park 54 s 6                                                                    | Alan McDougall 55 s 2                                                               |
| Relais 4×110 yards | Canada Jack/John Brown Johnny Loaring Larry O'Connor Patrick Haley 41 s 6 | Angleterre Cyril Holmes Ken Richardson Kenneth Sandy Duncan Lawrence Wallace 41 s 8 | Australie Alfred Watson Ted Hampson Ted Best Howard Yates 41 s 8                    |
| Relais 4×440 yards | Canada Johnny Loaring John/Lee Orr Bill Dale Bill Fritz 3 min 16 s 9      | Angleterre Brian McCabe Henry Pack William Roberts Frank Handley 3 min 19 s 2       | Nouvelle-Zélande Alan Sayers Arnold Anderson Graham Quinn Harold Tyrie 3 min 22 s 0 |
| Saut en hauteur    | Edwin Thacker 1,96 m                                                      | Robert Heffernan 1,88 m                                                             | Douglas Shetcliffe 1,88 m                                                           |
| Saut à la perche   | Andries Stefanus du Plessis 4,11 m                                        | Leslie Fletcher 3,97 m                                                              | Stuart Frid 3,88 m                                                                  |
| Saut en longueur   | Hal Brown 7,43 m                                                          | Jimmy Panton 7,25 m                                                                 | Basil Dickinson 7,15 m                                                              |
| Triple saut        | Jack Metcalfe 15,49 m                                                     | Lloyd Miller 15,41 m                                                                | Basil Dickinson 15,28 m                                                             |
| Lancer du poids    | Louis Fouche 14,48 m                                                      | Eric Coy 13,96 m                                                                    | Francis Drew 13,80 m                                                                |
| Lancer du disque   | Eric Coy 44,75 m                                                          | David Young 43,04 m                                                                 | George Sutherland 41,47 m                                                           |
| Lancer du marteau  | George Sutherland 48,71 m                                                 | Keith Pardon 45,11 m                                                                | James Leckie 44,33 m                                                                |
| Lancer du javelot  | Jimmy Courtwright 62,81 m                                                 | Stan Lay 62,21 m                                                                    | Jack Metcalfe 55,50 m                                                               |

### Femmes
| Épreuves          | Or                                                                           | Argent                                                                            | Bronze                                                                              |
| ----------------- | ---------------------------------------------------------------------------- | --------------------------------------------------------------------------------- | ----------------------------------------------------------------------------------- |
| 100 yards         | Decima Norman 11 s 1                                                         | Joyce Walker 11 s 3                                                               | Jeanette Dolson 11 s 4                                                              |
| 220 yards         | Decima Norman 24 s 7                                                         | Jean Coleman 25 s 1                                                               | Alice Wearne 25 s 3                                                                 |
| 80 yards haies    | Barbara Burke 11 s 7                                                         | Isabel Grant 11 s 7                                                               | Rona Tong 11 s 8                                                                    |
| Relais 440 yards  | Australie Alice Wearne Decima Norman Jean Coleman 49 s 1                     | Canada Barbara Howard Eileen Meagher Jeanette Dolson 49 s 9                       | Angleterre Dorothy Saunders Kate Stokes Winnifred Jeffrey 51 s 3                    |
| Relais 660 yards  | Australie Decima Norman Jean Coleman Joan Woodland Thelma Peake 1 min 15 s 2 | Angleterre Dorothy Saunders Ethel Raby Kate Stokes Winnifred Jeffrey 1 min 17 s 2 | Canada Barbara Howard Eileen Meagher Violet Montgomery Jeanette Dolson 1 min 19 s 0 |
| Saut en hauteur   | Dorothy Tyler 1,60 m                                                         | Dora Gardner 1,58 m                                                               | Elizabeth Forbes 1,58 m                                                             |
| Saut en longueur  | Decima Norman 5,80 m                                                         | Ethel Raby 5,66 m                                                                 | Thelma Peake 5,55 m                                                                 |
| Lancer du javelot | Robina Higgins 38,28 m                                                       | Antonia Robertson 36,98 m                                                         | Gladys Lunn 36,41 m                                                                 |

## Tableau des médailles
| Rang | Nation           | Or | Argent | Bronze | Total |
| ---- | ---------------- | -- | ------ | ------ | ----- |
| 1    | Canada           | 8  | 6      | 6      | 20    |
| 2    | Australie        | 6  | 11     | 12     | 29    |
| 3    | Afrique du Sud   | 6  | 1      | 3      | 10    |
| 4    | Angleterre       | 4  | 8      | 2      | 14    |
| 5    | Nouvelle-Zélande | 3  | 1      | 5      | 9     |
| 6    | Pays de Galles   | 1  | 0      | 0      | 1     |
| 7    | Écosse           | 0  | 1      | 0      | 1     |

## Légende
Records et Performances
- AR : Record continental (area record)
- CR : Record des championnats (championship record)
- MR : Record du meeting (meet record)
- NR : Record national (national record)
- OR : Record olympique (olympic record)
- PR : Record paralympique (paralympic record)
- PB : Record personnel (personal best)
- SB : Meilleure performance personnelle de la saison (season's best)
- WL : Meilleure performance mondiale de l'année (world leader)
- WJR : Record du monde junior (world junior record)
- WR : Record du monde (world record)

Circonstances et Conditions
- DNF : N'a pas terminé (did not finish)
- DNS : N'a pas pris le départ (did not start)
- DQ : Disqualification (disqualification)
- NM : Aucun essai valable enregistré (No Mark)
- Q : Qualifié « directement » au prochain tour (ou à la prochaine compétition), lors d'une compétition majeure, grâce au classement ou à la réalisation des minima (automatic qualifier)
- q : Qualifié au prochain tour (ou à la prochaine compétition), lors d'une compétition majeure, grâce au repêchage ou à la réalisation de l'une des meilleures performances parmi celles des « non qualifiés directement » (grâce au meilleur temps ou à la meilleure distance par exemple) (secondary qualifier)